# جواز سفر بحريني
جواز السفر البحريني يتم إصداره لمواطني مملكة البحرين للرحلات الدولية.
يتم إصدار جواز السفر البحريني من خلال المديرية العامة للجوازات للمواطنين. 

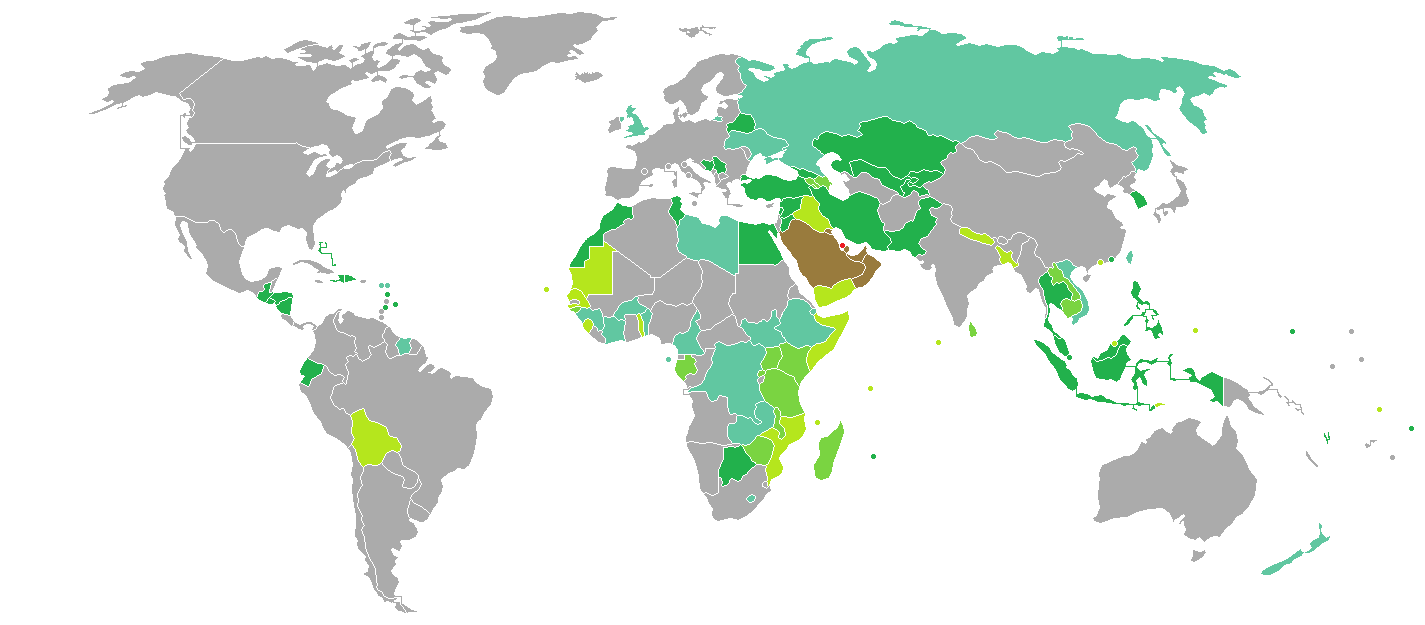
البلدان والأقاليم التي لا تفرض تأشيرة أو تطلب تأشيرة دخول عند الوصول للجهة، لحاملي جوازات السفر البحرينية العادية.

## أنواع الجواز البحريني

### الجواز العادي
يمنح للمواطن البحريني.

### الجواز الدبلوماسي
يمنح جواز السفر الدبلوماسي إلى:
- الملك وولي عهده.
- رئيس مجلس الوزراء.
- القائد العام لقوة دفاع البحرين ورئيس الحرس الوطني.
- الوزراء ومن في حكمهم.
- رئيسي مجلسي الشورى والنواب.
- نائب القائد العام ورئيس هيئة الأركان في قوة دفاع البحرين ورئيس الأمن العام ومدير أركان الحرس الوطني.
- أعضاء السلكين الدبلوماسي والقنصلي البحريني وأعضاء بعثات مملكة البحرين لدى المنظمات الدولية النظراء لأعضاء السلك الدبلوماسي.
- الملحقين الفنيين على اختلاف درجاتهم بالبعثات الدبلوماسية في الخارج.
- حاملي الحقائب الدبلوماسية.
- القضاة وأعضاء النيابة العامة وأعضاء هيئة التشريع والإفتاء القانوني وأعضاء القضاء العسكري في قوة دفاع البحرين.
- الأزواج والأولاد لحين بلوغهم سن (21) سنة والبنات غير المتزوجات لأفراد الفئات الواردة في البنود (1، 2، 3، 7).

ويجوز بموافقة الملك منح جواز دبلوماسي إلى:
- موظفي الدولة الموفدين في مهمة رسمية إلى الخارج وذلك بناءً على طلب من وزير الخارجية.
- الموفدين لتمثيل مملكة البحرين في إحدى الوكالات المتخصصة للأمم المتحدة، وذلك أثناء تأدية مهامهم.
- الأزواج والأولاد القصر لأفراد الفئتين (1,2) المسافرين في صحبتهم.
- من يرى جلالة الملك منحه هذا الجواز من غير الفئات السابقة.

### الجواز الخاص
يمنح الجواز الخاص إلى:
- أعضاء مجلسي الشورى والنواب.
- الموظفين العاملين من درجة وكيل وزارة فما فوق ومن في حكمهم.القضاة وأعضاء النيابة العامة وأعضاء هيئة التشريع والإفتاء القانوني وأعضاء إدارة الشئون القانونية والمحاكم العسكرية في وزارة الداخلية.
- رئيسي وأعضاء مجلسي الشورى والنواب السابقين.
- الوزراء السابقين ووكلاء الوزارات السابقين ومن في حكمهم وذلك بعد موافقة رئيس مجلس الوزراء.
- السفراء والوزراء المفوضين السابقين بشرط أن لا يكونوا قد فصلوا بقرار تأديبي.
- الموظفين الإداريين والكتابيين الملحقين بالبعثات الدبلوماسية والقنصلية وبعثات مملكة البحرين لدى المنظمات الدولية وذلك بعد موافقة وزير الخارجية.
- الموظفين الموفدين بقرار من مجلس الوزراء لتمثيل مملكة البحرين في المؤتمرات والاجتماعات والهيئات الدولية.
- الموظفين والمرافقين الموفدين بصحبة الوفود التي تمثل مجلسي الشورى والنواب.
- رؤساء المجالس البلدية ونواب الرئيس.
- الأزواج والأولاد لحين بلوغهم سن (21) سنة، والبنات غير المتزوجات لأفراد الفئات الواردة في البنود (1، 2، 3).
- من يرى الملك منحه جواز سفر خاص من غير الفئات السابقة.
- العسكريين في كل من قوة دفاع البحرين وقوات الأمن العام والحرس الوطني وجهاز الأمن الوطني من رتبة عميد فما فوقها من غير مستحقي جوازات السفر الدبلوماسية.
- العسكريين المتقاعدين من قوة دفاع البحرين وقوات الأمن العام والحرس الوطني وجهاز الأمن الوطني السابق حصولهم على جواز سفر خاص من رتبة عميد فما فوق على ألا يكون انتهاء الخدمة بسبب تأديبي أو بحكم قضائي نهائي، وبعد الحصول على موافقة القيادة العليا للجهة العسكرية التي كان يتبعها العسكري.